# بيريزوفكا (ألطاي كراي)
بيريزوفكا (بالروسية: Березовка) هي مدينة في مقاطعة ألطاي كراي في روسيا. يبلغ عدد سكانها حوالي 3781 نسمة.